# Штанс (Австрія)
Штанс (нім. Stans) — громада округу Швац у землі Тіроль, Австрія.
Штанс лежить на висоті  563 м над рівнем моря і займає площу  20,1 км². Громада налічує 1930 мешканців. 
Густота населення 96/км².  
Штанс розмістився на лівому березі річки Інн, поблизу від Шваца. Крім власне селища Штанс до громади входить декілька хуторів. 
|                                |
| Штанс на мапі округу та землі. |

 Адреса управління громади: Unterdorf 62, 6135 Stans (Tirol). 

## Галерея

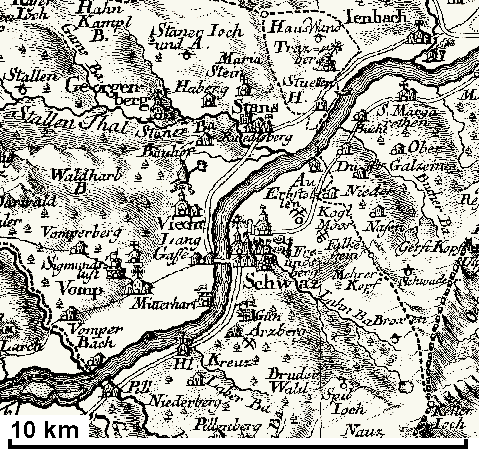
Atlas Tirolensis, 1774
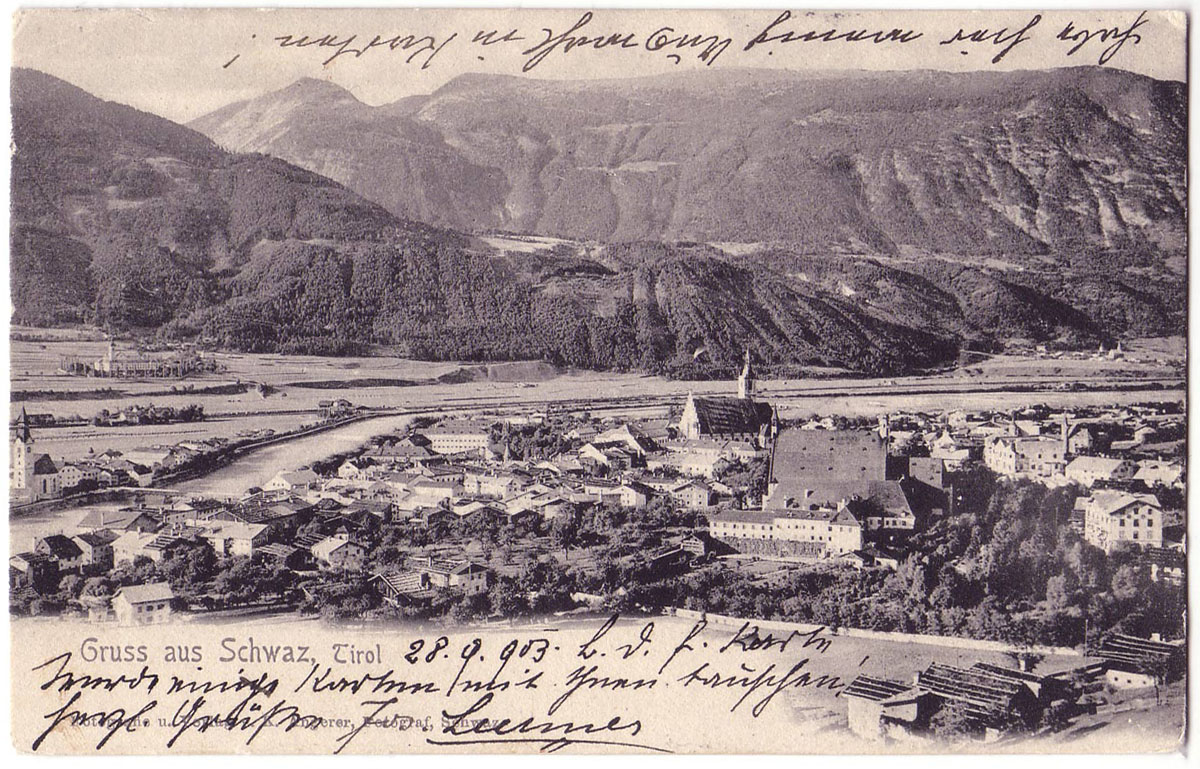
Поштова листівка 1903 року
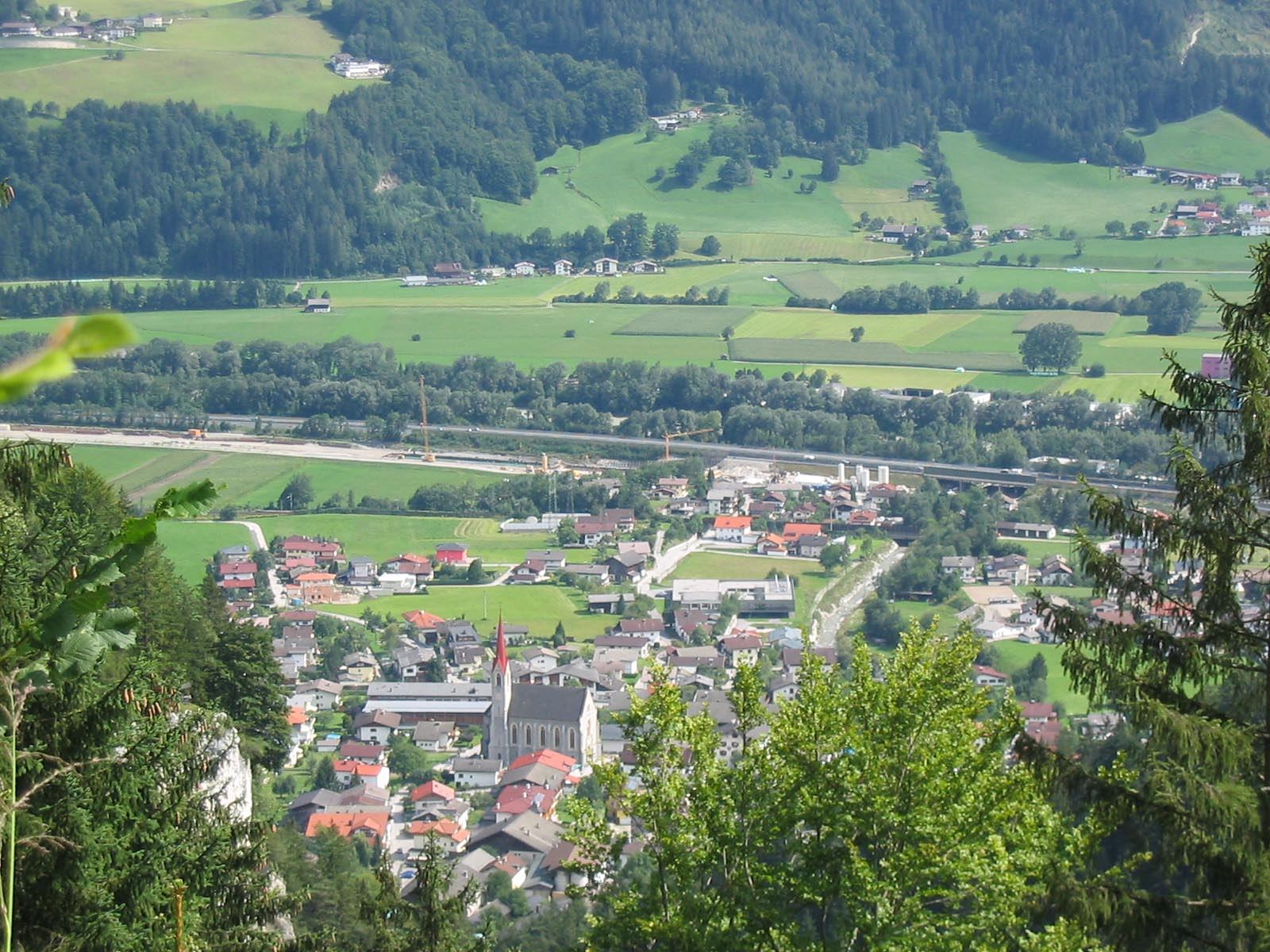
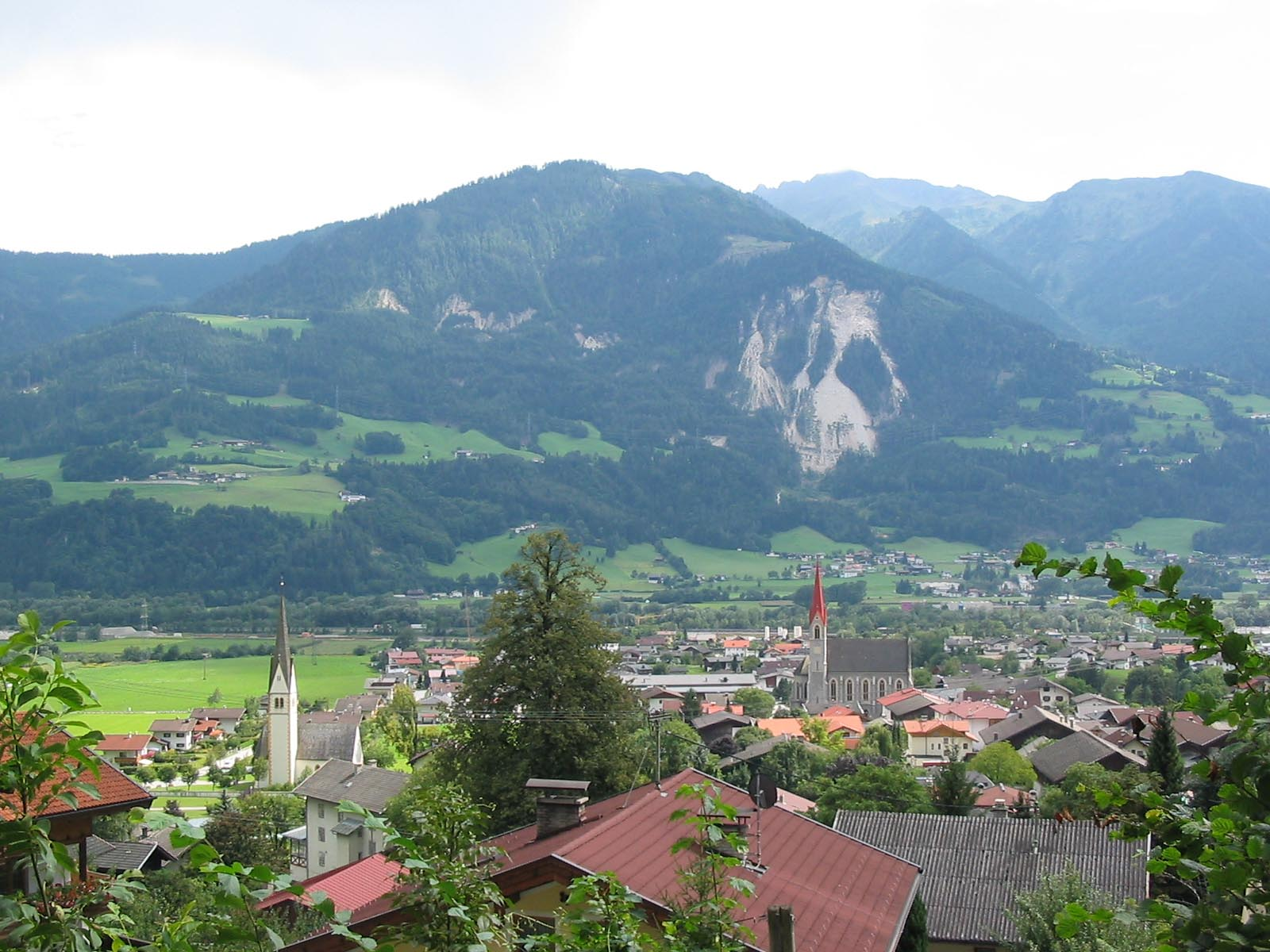
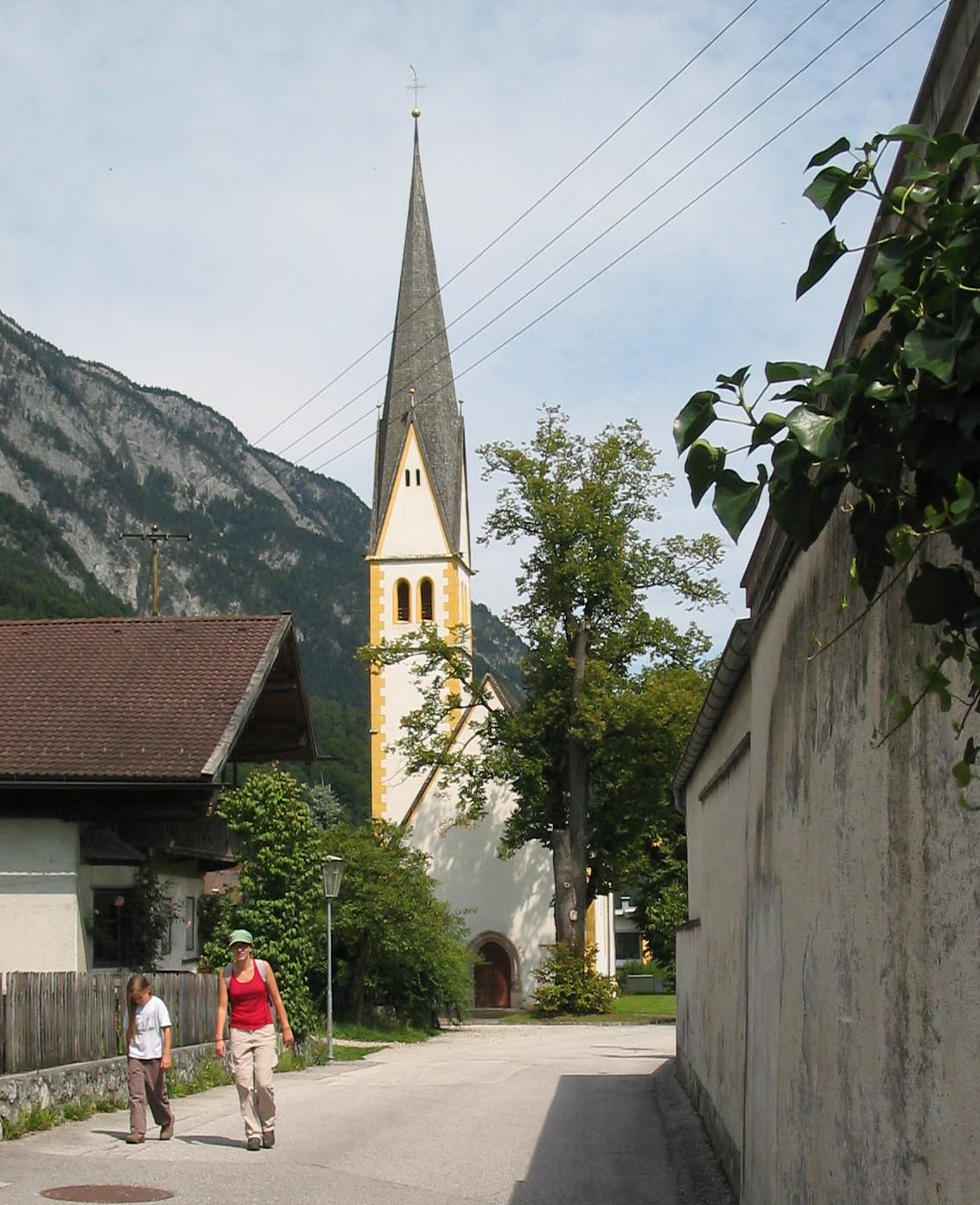
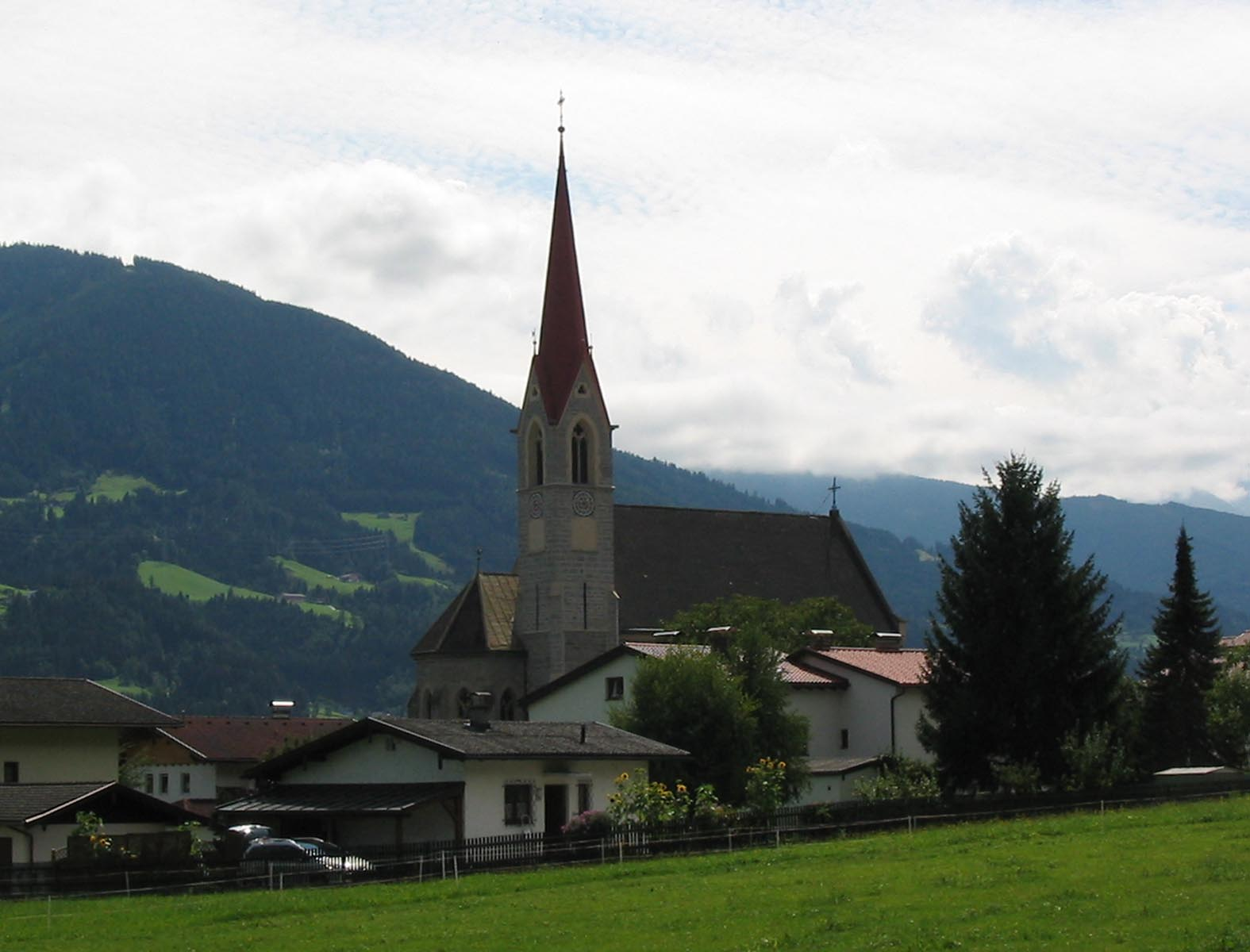

## Виноски
1. ↑  Dauersiedlungsraum der Gemeinden Politischen Bezirke und Bundesländer - Gebietsstand 1.1.2018 — Статистичне управління Австрії.
2. ↑  https://www.statistik.at/blickgem/blick1/g70928.pdf
3. ↑   www.stans.tirol.gv.at

| Австрія | Це незавершена стаття з географії Австрії. Ви можете допомогти проєкту, виправивши або дописавши її. |